# Californische woelmuis
De Californische woelmuis (Microtus californicus)  is een zoogdier uit de familie van de Cricetidae. De wetenschappelijke naam van de soort werd voor het eerst geldig gepubliceerd door Peale in 1848.

## Voorkomen
De soort komt voor in Mexico en de Verenigde Staten.